# Черкасов Дмитро Андрійович
Дмитро Андрійович Черкасов (нар. 26 травня 1987 у Дніпрі, Україна), в Туреччині відомий як Демір Атасой (тур. Demir Atasoy) — український та турецький плавець, який спеціалізується у плаванні брасом.

## Біографія
Дмитро Черкасов почав займатися плаванням у віці шести років, щоб розвивати легені та боротися з астмою. Через три роки з батьками переїхав до Києва, де плаванням вже почав займатися ще серйозніше. Згодом він став 15-разовим чемпіоном України серед юніорів, 2004 року поставив рекорд по брассу на 100 м серед юнаків, який до нього не могли побити протягом 22 років, а в 2005 році зайняв 2 місце на Чемпіонаті Європи серед юніорів (брас, 50 м).
Згодом його запросив до своїх лав турецький спортивний клуб «Фенербахче». Він прийняв турецьке громадянство і брав участь у Літніх Олімпійських іграх 2008 у Пекіні у складі збірної Туреччини. Проте не зумів пробитися до півфіналів, оскільки зайняв 39 місце в попередніх запливах.
На Середземноморських іграх 2013 року, які проходили у турецькому Мерсіні, йому вдалося завоювати бронзову медаль у чоловічій естафеті комплексом 4 по 100 м.
На Іграх ісламської солідарності 2013 у Індонезії він завоював 4 золотих та одну срібну медаль.
2016 року Дмитро Черкасов взяв участь у зйомках в українському реаліті-шоу «Холостяк».
22 вересня 2018 року Дмитро одружився з дівчиною Олександрою. 4 лютого 2019 року у подружжя народився син — Марк.

## Нагороди
- Лауреат Національного рейтингу «Топ-100 видатних чоловіків Київщини» в номінації «Гордість Київщини».[4]